# Augusto Santos Silva
Augusto Ernesto Santos Silva GCC • GCL (Porto, 20 de agosto de 1956) é um político, historiador, sociólogo e professor português. Foi ministro da Educação (2000-2001), ministro da Cultura (2001-2002), ministro dos Assuntos Parlamentares (2005-2009), ministro da Defesa Nacional (2009-2011), ministro dos Negócios Estrangeiros (2015-2022) e ocupou o cargo de 15.º presidente da Assembleia da República entre 2022 e 2024.

## Biografia

### Percurso académico e profissional
Licenciou-se em História pela Faculdade de Letras da Universidade do Porto, em 1978, e doutorou-se em Sociologia, pelo ISCTE - Instituto Universitário de Lisboa, em 1992, com uma tese intitulada Tempos cruzados: um estudo interpretativo da cultura popular, que foi publicada em 1994.
Foi professor do ensino secundário, até ser admitido como assistente na Faculdade de Economia da Universidade do Porto, em 1981. Atualmente é professor catedrático desta Faculdade, onde já exerceu a função de presidente do Conselho Científico; foi também pró-reitor da Universidade do Porto, entre 1998 e 1999.
A par da atividade académica, integrou o Conselho Nacional de Educação (1996-1999) e a Comissão do Livro Branco da Segurança Social (1996-1998); representou Portugal no Projecto de Educação para a Cidadania Democrática do Conselho da Europa (1997-1999); foi membro do Conselho Diretivo da Fundação José Fontana (2002-2005), ligada ao Partido Socialista.
Tem vários livros publicados, sendo os mais recentes Os valores da esquerda democrática: vinte teses oferecidas ao escrutínio público (2010) e A sociologia e o debate público: estudos sobre a relação entre conhecer e agir (2006). Teve colaboração regular na imprensa, assinando crónicas na Página Cultural do Jornal de Notícias (1978-1986); no Público (1992-1999 e 2002-2005); e foi comentador no programa de televisão Política Mesmo, na TVI 24 (2012-2015).

### Percurso político
Despertou para a política na adolescência, integrando grupos de inspiração trotskista, nomeadamente (e logo após o 25 de Abril) os Comités de Ação Liceal da União Operária Revolucionária. Esses comités eram uma espécie de setor juvenil desta organização da extrema-esquerda, que viria a fundir-se na Liga Comunista Internacionalista (LCI), onde também militavam, entre outros, o futuro líder do Bloco de Esquerda Francisco Louçã.
Em 1976 apoiou a candidatura de Otelo Saraiva de Carvalho a Presidente da República, e em 1980 a candidatura presidencial de António Ramalho Eanes.
Após abandonar o trotskismo, aproximou-se do Movimento de Esquerda Socialista, que, no Porto, acolhia figuras como Alberto Martins, Arnaldo Fleming e Jorge Strecht Ribeiro. Iniciava assim a sua aproximação ao PS.
Em 1985, depois de apoiar a candidatura presidencial de Maria de Lurdes Pintasilgo, na primeira volta, passa a apoiar Mário Soares na segunda.
Filiado no PS desde 1990, foi eleito deputado à Assembleia da República, sucessivamente, nas legislaturas iniciadas em 1995, 1999, 2002, 2005, 2009, 2011 e 2019.
Concomitantemente, Santos Silva viria a desenvolver um diversificado curriculum governativo — foi secretário de Estado da Administração Educativa (1999-2000) e depois ministro da Educação (2000-2001) e da Cultura (2001-2002), nos governos de António Guterres; ministro dos Assuntos Parlamentares (2005-2009) e da Defesa Nacional (2009-2011), com José Sócrates; surge em 2015 como ministro dos Negócios Estrangeiros, em governo minoritário chefiado por António Costa, formado pelo PS, através de acordo parlamentar com o Partido Comunista Português e o Bloco de Esquerda.

#### Presidente da Assembleia da República (2022-2024)
Em 24 de março de 2022 é publicamente anunciada a sua candidatura à Presidência da Assembleia da República, e, a três dias da tomada de posse do XXIII Governo Constitucional, a seu pedido, cessa funções como ministro dos Negócios Estrangeiros, sendo substituído pelo primeiro-ministro que passou a acumular a função.
A 29 de março de 2022 foi eleito presidente da Assembleia da República por 156 votos para a XV legislatura. No seu discurso de tomada de posse prometeu exercer uma presidência "imparcial, contida e aglutinadora" e preservar a individualidade de todos os deputados, para além de declarar que o único discurso que não será permitido é o do ódio.
Desde que foi eleito presidente da Assembleia da República que Santos Silva já protagonizou alguns choques com o líder do partido Chega! André Ventura, sendo o mais conhecido quando repreendeu o deputado que, ao acusar as minorias de serem "apaparicadas ao ponto de ignorarem que têm de ter os mesmos deveres que todos os portugueses”, interrompeu dizendo "que não há atribuições coletivas de culpa em Portugal", recebendo uma ovação de pé por parte de todas as bancadas, excepto a do Chega!. Na sequência desse incidente, Ventura acusou Santos Silva de "censura". Nas eleições legislativas de 2024, Santos Silva volta a candidatar-se a deputado à Assembleia da República pelo círculo eleitoral de Fora da Europa. Nesta eleição, acaba por perder o seu mandato para o candidato do CHEGA, tornando-se assim o primeiro Presidente da Assembleia da República a não conseguir ser reeleito como deputado. Após a sua derrota, foram várias as declarações dos líderes partidários; o líder do CHEGA, André Ventura, considerou que a sua saída da Assembleia era uma "vitória da humildade sobre a arrogância". Por sua vez, o secretário-geral do Partido Socialista, Pedro Nuno Santos, considerou que foi um "excelente presidente da Assembleia".

## Condecorações[21][22]
- Grã-Cruz da Ordem do Mérito da República Italiana (1 de Abril de 2002)
- Grã-Cruz da Ordem de Carlos III de Espanha (25 de Novembro de 2016)
- Grã-Cruz da Ordem de Honra da Grécia (21 de Abril de 2017)
- Grã-Cruz da Ordem de Isabel a Católica de Espanha (2 de Maio de 2018)
- Grã-Cruz da Ordem da Liberdade de Portugal (26 de Maio de 2022)
- Grã-Cruz da Ordem Militar de Cristo de Portugal (9 de abril de 2024)

## Algumas obras
- Oliveira Martins e o socialismo : ensaio de leitura crítica. Porto : Afrontamento, 1979.
- Teoria e metodologia das ciências sociais : uma análise crítica das contribuições de Durkheim e Max Weber. Porto, 1984.
- Metodologia das ciências sociais. Com José Madureira Pinto. Porto : Afrontamento, 1986.[23]
- Formar a nação : vias culturais do progresso segundo intelectuais portugueses do século XIX. Porto : BEC, 1987.
- Consumos de artesanato : resultados de um inquérito. Com Helena Santos. Porto : Centro Regional de Artes Tradicionais, 1988.
- Projecto para a promoção sociocultural : Centro Regional de Artes Tradicionais. Porto : Centro Regional de Artes Tradicionais, 1988.
- Entre a razão e o sentido : Durkheim, Weber e a teoria das ciências sociais. Porto : Afrontamento, 1988.[24]
- Novos artesãos portugueses : quem são, o que fazem?. Porto : Centro Regional de Artes Tradicionais, 1989.
- Educação de adultos : educação para o desenvolvimento. Porto : Asa, 1990.[25]
- Tempos cruzados : um estudo interpretativo da cultura popular. Porto : Afrontamento, 1994.[26]
- Prática e representação das culturas : um inquérito na área metropolitana do Porto. Com Helena Santos. Porto : Centro Regional de Artes Tradicionais, 1995.
- Avaliação do sistema das escolas profissionais. Coordenação de Júlio Montalvão e Silva. Colaboração de Augusto Santos Silva e José Manuel Prostes da Fonseca. Lisboa : Ministério da Educação, 1996.
- Palavras para um país : estudos incompletos sobre o século XIX português. Oeiras : Celta, 1997.
- Educação para a cidadania democrática : algumas iniciativas em curso na área de Lisboa : projecto. Coordenação e projecto de Augusto Santos Silva. Lisboa : Ministério da Educação, Gabinete de Assuntos Europeus e Relações Internacionais, 1998.
- Parte devida : intervenções públicas, 1992-1998. Porto : Afrontamento, 1999.
- A educação artística e a promoção das artes, na perspectiva das políticas públicas : relatório do Grupo de Contacto entre os Ministérios da Educação e da Cultura. Coordenador. Lisboa : Ministério da Educação, 2000.
- A educação para a cidadania no sistema educativo português : 1974-1999. Com Carla Cibele Figueiredo. Lisboa : Ministério da Educação, 2000.
- Cultura e desenvolvimento : estudos sobre a Relação entre Ser e Agir. Oeiras : Celta, 2000.
- Por uma política de ideias em educação. Porto : Asa, 2002.
- Projecto e circunstância : culturas urbanas em Portugal. Organização de Carlos Fortuna e Augusto Santos Silva. Direção de Boaventura de Sousa Santos.  Porto : Afrontamento, 2002.
- A sociologia e o debate público : estudos sobre a relação entre conhecer e agir. Porto : Afrontamento, 2006.
- Os valores da esquerda democrática : vinte teses oferecidas ao escrutínio crítico. Coimbra : Almedina e Fundação Res Publica, 2010.
- Os porquês da esperança : ideias a favor do futuro em Portugal. Com Paulo Magalhães. Lisboa : Matéria-Prima, 2015.[27]

## Funções governamentais exercidas
- XIV Governo Constitucional de Portugal
  - Ministro da Educação
  - Ministro da Cultura
- XVII Governo Constitucional de Portugal
  - Ministro dos Assuntos Parlamentares
- XVIII Governo Constitucional de Portugal
  - Ministro da Defesa Nacional
- XXI Governo Constitucional de Portugal
  - Ministro dos Negócios Estrangeiros
- XXII Governo Constitucional de Portugal
  - Ministro de Estado e dos Negócios Estrangeiros

## Resultados Eleitorais

### Eleições legislativas
| Data | Partido        | Partido | Circulo eleitoral | Posição     | Cl.     | Votos          | %              | +/-        | Status                                            | Notas |
| ---- | -------------- | ------- | ----------------- | ----------- | ------- | -------------- | -------------- | ---------- | ------------------------------------------------- | ----- |
| 2002 |                | PS      | Porto             | 7.º (em 38) | 1.º     | 386 523        | 41,24 / 100,00 |            | Eleito                                            |       |
| 2005 | 8.º (em 38)    | PS      | Porto             | 1.º         | 486 501 | 48,53 / 100,00 | 7,29           | Eleito     | Ministro dos Assuntos Parlamentares (2005-2009)   |       |
| 2009 | 5.º (em 39)    | PS      | Porto             | 1.º         | 422 053 | 41,83 / 100,00 | 6,70           | Eleito     | Ministro da Defesa Nacional (2009-2011)           |       |
| 2011 | 5.º (em 39)    | PS      | Porto             | 2.º         | 318 100 | 32,03 / 100,00 | 9,80           | Eleito     |                                                   |       |
| 2019 | Fora da Europa | PS      | 1.º (em 2)        | 2.º         | 10 163  | 20,19 / 100,00 |                | Eleito     | Ministro dos Negócios Estrangeiros (2019-2022)    |       |
| 2022 | Fora da Europa | PS      | 1.º (em 2)        | 2.º         | 19 181  | 29,76 / 100,00 | 9,57           | Eleito     | Presidente da Assembleia da República (2022-2024) |       |
| 2024 | Fora da Europa | PS      | 1.º (em 2)        | 3.º         | 14 410  | 14,58 / 100,00 | 15,18          | Não eleito |                                                   |       |